# Исаак бен Шеломо
Исаа́к бен Шеломо́ (бен Соломо́н) Эльдо́р (1754/1755, Чуфут-Кале — 1826, там же) — караимский учёный, астроном, поэт и учитель. Являлся ведущим религиозным авторитетом в Крыму в своём поколении, проведшим ряд важных религиозных постановлений в различных областях.

## Биография
Родился в Чуфут-Кале. Отец — Соломон (Шеломо), был купцом из семьи Эльдор (др.-евр. יילדור‬). Учился у гахама Исаака бен Йосефа Кальфы (умер в 1801 году), автора трудов о шехите и 10 принципах караимского вероисповедания. В возрасте 17 лет  стал секретарём Вениамина Ага, казначея при последнем крымском хане Шагин Гирее. После присоединения Крыма к Российской империи Вениамин Ага устроил Исаака учителем в караимской школе в Чуфут-Кале, а через год караимская община избирает его своим гахамом. Тогда же Вениамин Ага разрешает ему взять в жёны свою племянницу, дочь его умершего старшего брата Якова, которая рожает Исааку 10 детей: трёх сыновей и семерых дочерей.

Исаак бен Шеломо пользовался уважением не только у караимов, но и у крымских мусульман, поскольку был знатоком арабского языка и в силу этого толковал для них Коран и мусульманский календарь. В годы, когда в Чуфут-Кале свирепствовала чума (1780—1784), Исаак бен Шеломо проявил себя как врач и целитель. По воспоминаниям С. Ш. Пигита: 
Отец говаривал мне, что Исаак пользовался также репутацией врача в Чуфут-Кале и его окрестностях. Бывало, если кто-нибудь заболеет, он приходил и писал, какие медикаменты нужно достать у торговцев целебными порошками, потому что тогда ещё не было аптеки в Бахчисарае. Больных он посещал ежедневно до их выздоровления. Я спросил у отца: «Сколько вы ему платили за это?» Он мне ответил: «Исаак не брал за это платы, но лечил всех даром».
После присоединения Крыма к Российской империи, по поручению крымских караимов в 1795 году вместе с Вениамином Ага и Соломоном Бабовичем (отцом будущих гахамов Симы и Бабакая Бабовичей) совершил путешествие на лошадях в Санкт-Петербург. На аудиенции у Екатерины II они добились освобождения караимов от двойного налога и разного рода ограничений, наложенных на евреев. В результате их поездки Екатерина II издала 8 июня 1795 года Указ на имя Екатеринославского, Вознесенского и Таврического Генерал-губернатора графа П. А. Зубова об указании караимам целого ряда льгот.
Во время своих поездок в Москву и Петербург в 1786 и 1795 годах приобрёл познания по астрономии.
Одна из мраморных досок, установленных во дворе евпаторийских кенас, указывает, что Исаак бен Шеломо и Вениамин Ага были в числе 12 вельмож, подписавших акт о возведении на престол Шагин-Гирея, способствовавшего присоединению Крыма к России. В 1804 году инициировал возобновление деятельности караимской типографии на Чуфут-Кале, руководство которой осуществлял Вениамин Ага.
В 1818, 1824 и 1825 годах принимал на Чуфут-Кале императора Александра I.
Умер в 1826 году в Чуфут-Кале.

## Литературная деятельность
Исаак бен Шеломо был философом и литургическим поэтом. Главными его произведениями являются:
- «Свет Луны» (др.-евр. ספר אור הלבנה‬ Сэфер Ор ха-Левана) — трактат о новолунии и календарных вычислениях, написанный в 1802 году и изданный в 1872 году в Житомире Б. С. Бабовичем под редакцией Х. З. Слонимского[4][13][14]. В своём исследовании автор впервые вводит некоторые астрономические исчисления, основанные на системе Коперника. Ранее же караимы пользовались системой Птолемея. Вот как писал о причинах введения данного новшества сам Исаак бен Шеломо: В давние времена <...> каждая из многочисленных караимских общин была в большом затруднении. Начало каждого новомесячья было [у них] сомнительным. Бывало, что они разделялись на две группы, и доходило до того, что в одном городе половина [членов общины] освящала [праздничные дни], а половина считала их буднями. И одни гнушались других. Дело доходило до того, что отец освящал новомесячье в первый день недели, а сын — во второй. И по этой причине стали мы презираемым посмешищем у окружающих нас народов в их странах, и высмеивали они нас, говоря: «Они не знают даже собственных законов и обычаев!»[2]

- «Драгоценная Основа» (др.-евр. ספר פנת יקרת‬ Сэфер Пиннат Йикрат) — трактат о десяти догматах караимской веры, служил у караимов в качестве катихизиса. Впервые книга была издана в 1834 году в Евпатории[13].

Также Исаак бен Шеломо писал оды и молитвопения. Некоторые из них были напечатаны в караимских молитвенниках в 1805 году в типографии Чуфут-Кале под его собственным наблюдением.

## Семья и потомки
Исаак бен Шеломо является родоначальником караимской фамилии Исаковичей и предком таких известных караимских семей, как Синани, Кокенай, Майкапар и др.
- Дочь была матерью Якова Марковича Кокеная (1835—1897), меламмеда в Бахчисарае и Феодосии[15][8].
  - Правнук — Борис Яковлевич Кокенай (1893—1967), караимский просветитель и библиофил.
- Другая дочь была матерью симферопольского газзана Исаака Иосифовича Синани (1833—1890), автора сочинения на русском языке «История возникновения и развития караимизма» (в 2-х томах)[16].
  - Праправнук — Вениамин Иосифович Синани (1883—1946), редактор-издатель журнала «Караимская жизнь»[16].
- Сын — Соломон (Шелеме) Исаакович Исакович, жил в Одессе и с 1846 года имел звание потомственного почётного гражданина[17].
  - Внук — Исаак Соломонович Исакович (? — 1885), основал в Одессе водолечебницу.
    - Правнук — Самойло Исаакович Исакович (1858—1910), гласный городской думы Одессы, благотворитель.

  - Внук — Эммануил Соломонович Исакович, владелец фотоателье в Ростове-на-Дону в конце XIX — нач. XX в.[18]
    - Правнучка — София Эммануиловна Исакович (1883—1956), певица и музыкальный педагог, первая жена композитора С. М. Майкапара.

  - Внук — Самуил Соломонович Исакович, кандидат прав, присяжный поверенный в Симферополе[19][20].
    - Правнук — Евгений Самойлович Исакович, архитектор, руководил строительством лазарета «Елы-Бахча» в Алуште, был автором проекта здания Александровского караимского духовного училища в Евпатории[21].

  - Внучка — Эстер Соломоновна Исакович (1842—1908), с 1861 года была замужем за Моисеем Самойловичем Майкапаром, таганрогским коммерсантом и мануфактуристом.
    - Правнук — Самуил Моисеевич Майкапар (1867—1938), известный пианист и композитор.